# Torrent de Cal Tonic
El Torrent de Cal Tonic, que en el primer tram del seu curs rep també el nom de Rasa de la Teuleria, és un afluent de l'Anoia que desguassa per la dreta a la Riera de Mantellí. Neix al sud de la masia de Cal Tonic i tot el seu curs, de direcció predominanrt cap al sud, transcorre pel terme municipal de Castellfollit de Riubregós. Desguassa a la Riera de Mantellí a uns 130 metres al sud-oest del Molí d'Enfesta. La xarxa hidrogràfica del Torrent de Cal Tonic, que també transcorre íntegrament pel terme de Castellfollit de Riubregós, està integradada per 7 cursos fluvials que en total sumen una longitud de 5.744 m.